# Weis Markets
Weis Markets, Inc. eller Weis er en amerikansk supermarkedskæde, der har hovedkvarter i Sunbury, Pennsylvania. De har 200 butikker med over 23.000 ansatte, som omsætter for 3,5 mia. $. Butikkerne findes i Pennsylvania, Maryland, New York, New Jersey, West Virginia, Virginia og Delaware.
Weis Markets blev etableret som "Weis Pure Foods" i 1912 i Sunbury, Pennsylvania, af brødrene Harry og Sigmund Weis.